# Atrophaneura polyeuctes
Byasa polyeuctes là một loài bướm ngày thuộc họ Papilionidae. Loài này phân bố ở Pakistan, Bắc Ấn Độ, Nepal, Bhutan, Myanma, phía bắc Thái Lan, Lào, Việt Nam, miền nam Trung Quốc(bao gồm cả Vân Nam) và Đài Loan.
Tại Ấn Độ, nó hiện diện ở Himalayas từ Kashmir đến Sikkim, Assam, Arunachal Pradesh đến bắc Myanma.
Con cái và con đực trông bề ngoài giống nhau. 

## Hình ảnh

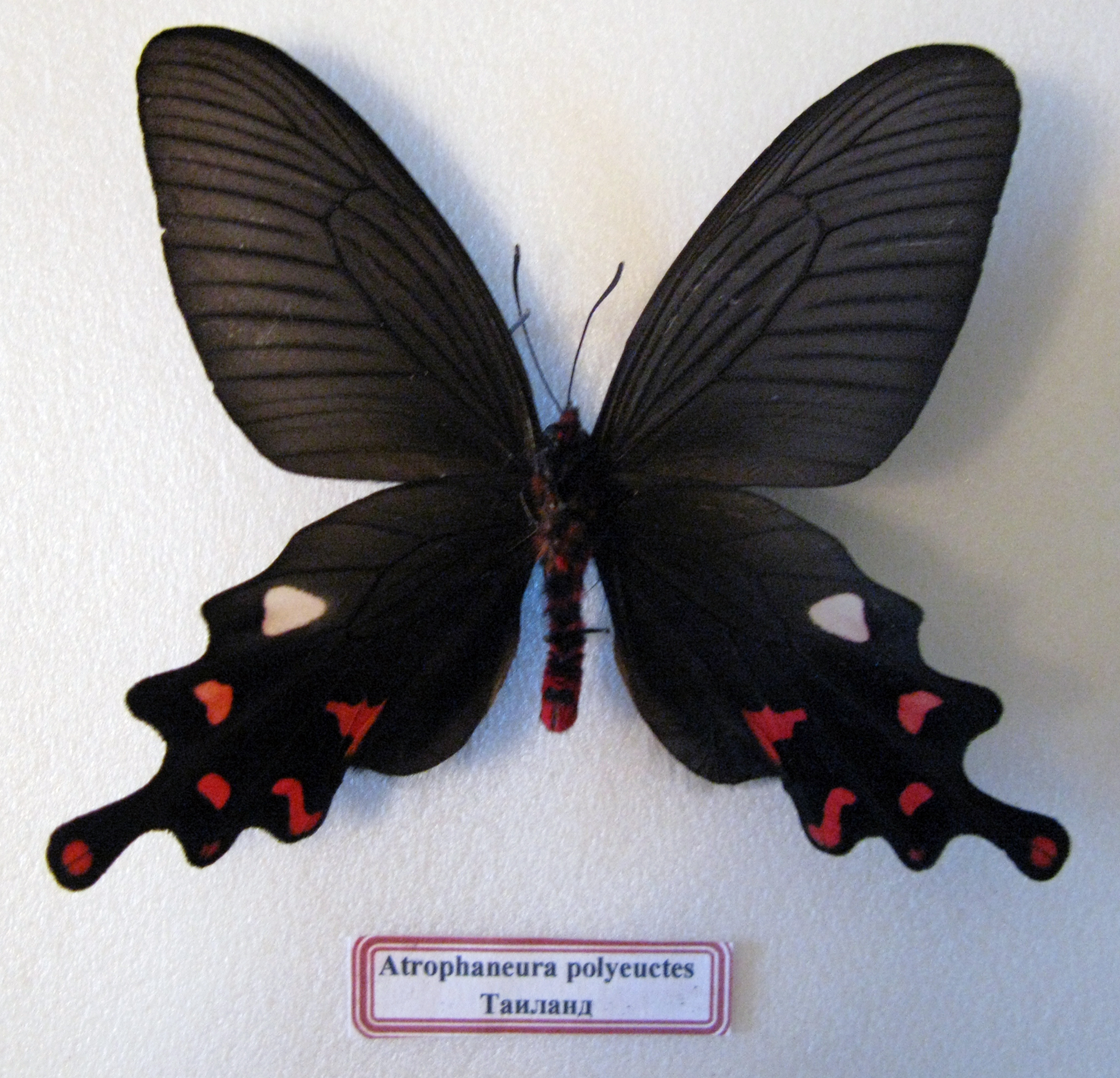
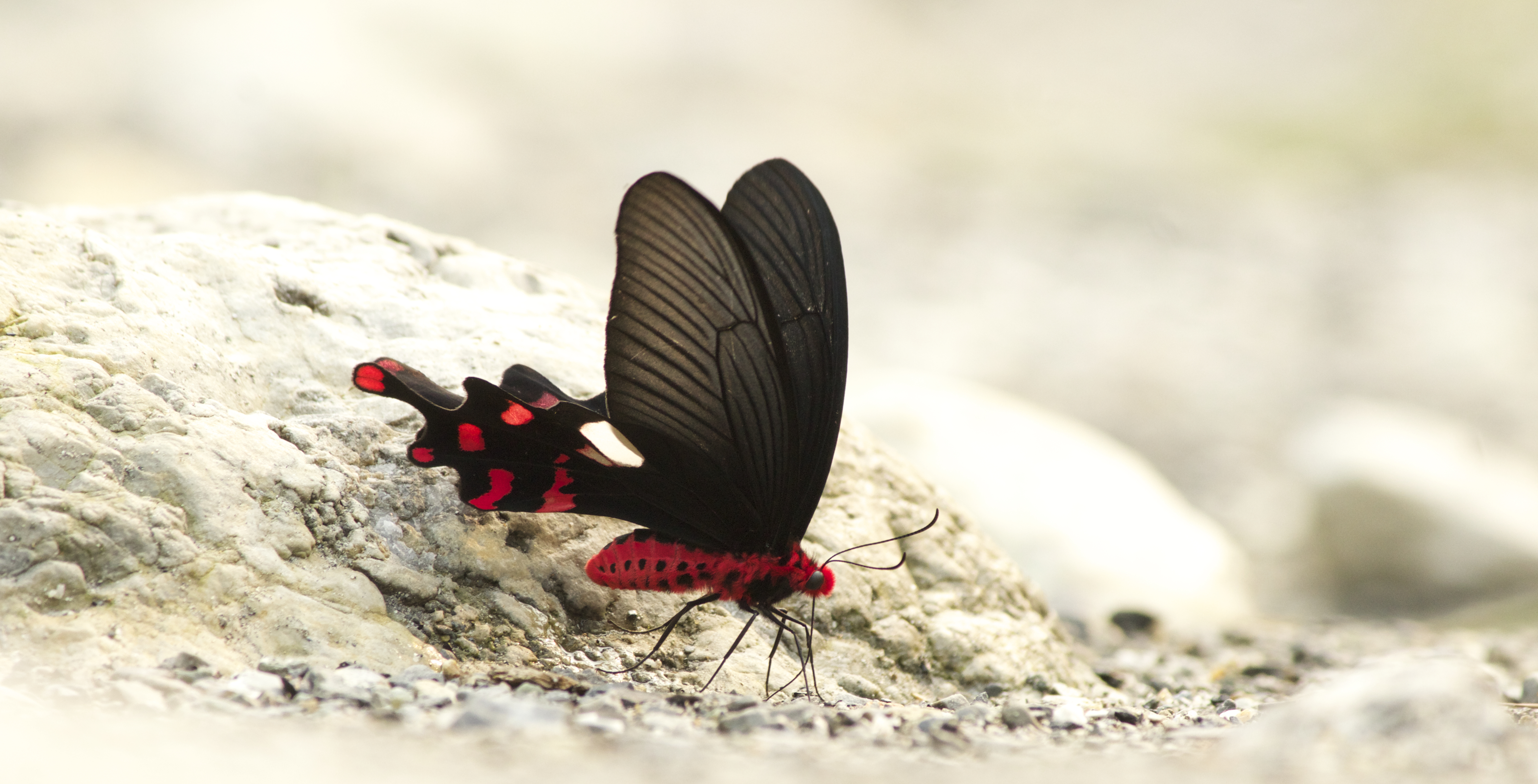

## Phân loài
Loài này có 5 phân loài.